# FIFA Futsal World Cup 2012
La settima edizione della FIFA Futsal World Cup si è svolta in Bangkok e Nakhon Ratchasima, in Thailandia, dal 1º novembre al 18 novembre 2012.
Rispetto all'edizione precedente del 2008, cui presero parte 20 squadre nazionali, il torneo vede la partecipazione di 24 contendenti.

### UEFA

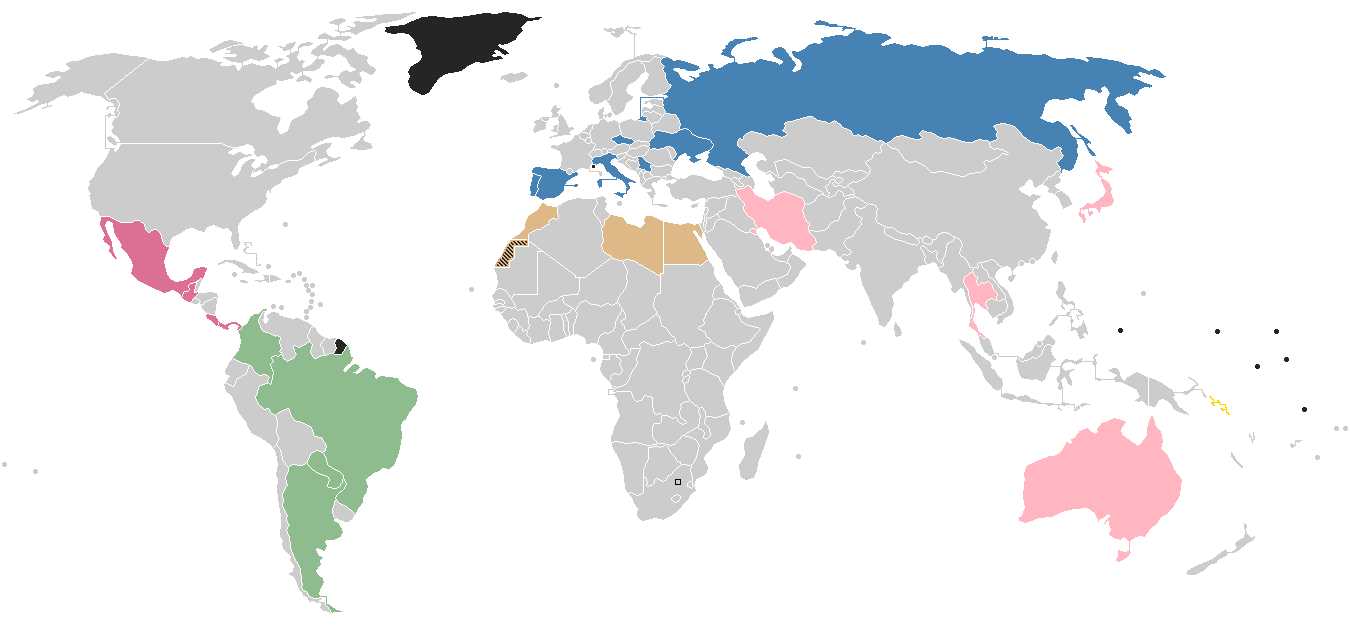
I paesi partecipanti

## Squadre qualificate
| Pr. | Squadra        | Data di qualificazione certa | Confederazione | Partecipante in quanto                                                         | Ultima presenza |
| --- | -------------- | ---------------------------- | -------------- | ------------------------------------------------------------------------------ | --------------- |
| 1   | Thailandia     | 19 marzo 2010                | AFC            | Rappresentativa della nazione organizzatrice della fase finale                 | Brasile 2008    |
| 2   | Isole Salomone | 20 maggio 2011               | OFC            | Vincitrice dell'OFC Futsal Championship 2011                                   | Brasile 2008    |
| 3   | Ucraina        | 8 aprile 2012                | UEFA           | Vincitrice del play-off                                                        | Brasile 2008    |
| 4   | Serbia         | 8 aprile 2012                | UEFA           | Vincitrice del play-off                                                        | Esordiente      |
| 5   | Russia         | 9 aprile 2012                | UEFA           | Vincitrice del play-off                                                        | Brasile 2008    |
| 6   | Spagna         | 10 aprile 2012               | UEFA           | Vincitrice del play-off                                                        | Brasile 2008    |
| 7   | Portogallo     | 10 aprile 2012               | UEFA           | Vincitrice del play-off                                                        | Brasile 2008    |
| 8   | Rep. Ceca      | 11 aprile 2012               | UEFA           | Vincitrice del play-off                                                        | Brasile 2008    |
| 9   | Italia         | 11 aprile 2012               | UEFA           | Vincitrice del play-off                                                        | Brasile 2008    |
| 10  | Brasile        | 17 aprile 2012               | CONMEBOL       | 3ª classificata nel Torneo sudamericano di qualificazione                      | Brasile 2008    |
| 11  | Argentina      | 18 aprile 2012               | CONMEBOL       | Vincitrice del Torneo sudamericano di qualificazione                           | Brasile 2008    |
| 12  | Paraguay       | 19 aprile 2012               | CONMEBOL       | 2ª classificata nel Torneo sudamericano di qualificazione                      | Brasile 2008    |
| 13  | Colombia       | 17 aprile 2012               | CONMEBOL       | 4ª classificata nel Torneo sudamericano di qualificazione                      | Esordiente      |
| 14  | Iran           | 29 maggio 2012               | AFC            | 3ª classificata nell'AFC Futsal Championship 2012                              | Brasile 2008    |
| 15  | Giappone       | 29 maggio 2012               | AFC            | Vincitrice dell'AFC Futsal Championship 2012                                   | Brasile 2008    |
| 16  | Australia      | 29 maggio 2012               | AFC            | 4ª classificata nell'AFC Futsal Championship 2012                              | Taipei 2004     |
| 17  | Kuwait         | 29 maggio 2012               | AFC            | Migliore tra le squadre eliminate nei quarti dell'AFC Futsal Championship 2012 | Esordiente      |
| 18  | Egitto         | 24 giugno 2012               | CAF            | Vincitrice del Torneo africano di qualificazione                               | Brasile 2008    |
| 19  | Libia          | 24 giugno 2012               | CAF            | Vincitrice del Torneo africano di qualificazione                               | Brasile 2008    |
| 20  | Marocco        | 24 giugno 2012               | CAF            | Vincitrice del Torneo africano di qualificazione                               | Esordiente      |
| 21  | Costa Rica     | 4 luglio 2012                | CONCACAF       | Vincitrice del CONCACAF Futsal Championship 2012                               | Guatemala 2000  |
| 22  | Messico        | 4 luglio 2012                | CONCACAF       | 4ª classificata del CONCACAF Futsal Championship 2012                          | Esordiente      |
| 23  | Panama         | 4 luglio 2012                | CONCACAF       | 3ª classificata del CONCACAF Futsal Championship 2012                          | Esordiente      |
| 24  | Guatemala      | 4 luglio 2012                | CONCACAF       | Finalista del CONCACAF Futsal Championship 2012                                | Brasile 2008    |

## Fase finale

### Scelta della sede
La Thailandia ha battuto le candidature di Cina, Iran, Azerbaigian, Repubblica Ceca, Sri Lanka e Guatemala.

### Stadi
Le partite si sarebbero dovuto tenere in quattro sedi, ma si sono poi svolte in tre stadi in due città.
| Bangkok Nakhon Ratchasima | Bangkok                | Bangkok          | Nakhon Ratchasima   |
| ------------------------- | ---------------------- | ---------------- | ------------------- |
| Bangkok Nakhon Ratchasima | Indoor Stadium Huamark | Nimibutr Stadium | Korat Chatchai Hall |
| Bangkok Nakhon Ratchasima | Capienza: 15.500       | Capienza: 6.000  | Capienza: 5.000     |
| Bangkok Nakhon Ratchasima |                        |                  |                     |

Il 5 novembre il comitato della FIFA ha deciso che la Futsal Arena non aveva rispettato tutti i criteri di sicurezza per disputare le partite dei quarti, semifinali e finale. I due quarti di finale sono avvenuti al Nimibutr Stadium, mentre l'Indoor Stadium Huamark ha ospitato le semifinali e la finale.

### Mascotte
La mascotte ufficiale dell'evento è stata svelata il 17 gennaio 2012.
Consiste in un elefante antropomorfo giallo che indossa una maglietta fucsia e dei pantaloncini bianchi.

### Canzone ufficiale
La canzone ufficiale del FIFA Futsal World Cup 2012 è "HEART & SOUL", singolo della band Thailandese Slot Machine.

### Copertura televisiva
| Nazione | Emittenti in chiaro | Emittenti a pagamento |
| ------- | ------------------- | --------------------- |
| Italia  | Rai Sport           | Eurosport             |

### Sorteggio dei gruppi
I sorteggi sono stati effettuati il 24 agosto a Bangkok. Le 24 squadre sono state divise in sei gruppi di quattro squadre.

## Fase a gironi

### Gruppo A
| Pos. | Squadra    | Pt | G | V | N | P | GF | GS | DR |
| ---- | ---------- | -- | - | - | - | - | -- | -- | -- |
| 1.   | Ucraina    | 7  | 3 | 2 | 1 | 0 | 14 | 7  | +7 |
| 2.   | Paraguay   | 4  | 3 | 1 | 1 | 1 | 9  | 11 | -2 |
| 3.   | Thailandia | 3  | 3 | 1 | 0 | 2 | 8  | 9  | -1 |
| 4.   | Costa Rica | 3  | 3 | 1 | 0 | 2 | 8  | 12 | -4 |

| Arbitri: | Wenceslaos Aguilar Alexander Cline Carlos González |

|                                                 |           |                                          |
| Pavlenko 9'26’’, 39'08’’ Šoturma 34'20’’ (rig.) | Marcatori | 8'53’’, 29'20’’, 36'40’’ (rig.) E. Ayala |

| Arbitri: | Héctor Rojas Renata Leite Jaime Játiva |

|                                                             |           |                |
| Chalaemkhet 17'59’’ Thueanklang 28'04’’ Sornwichian 37'54’’ | Marcatori | 36'39’’ Zúñiga |

| Arbitri: | Francesco Massini Pascal Lemal Eduardo Fernandes |

|                                                          |           |                                                                             |
| Toruño 1'41’’ (aut.) F. Alcaraz 10'43’’ Villalba 36'57’’ | Marcatori | 21'02’’ Zúñiga 24'50’’, 27'46’’ Navarrete 26'36’’, 30'41’’, 39'44’’ Cubillo |

| Arbitri: | Sergio Cabrera Francisco Rivera Rex Kamusu |

|                                                                 |           |                                                                               |
| Wongkaeo 23'14’’ Thueanklang 34'42’’ (rig.) Sornwichian 38'09’’ | Marcatori | 3'06’’ Ovsjannikov 6'54’’ Čepornjuk 12'04’’, 19'25’’ Rogačov 19'54’’ Pavlenko |

| Arbitri: | Ivan Šabanov Fernando Gutiérrez Lumbreras Saheed Ayeni |

|                                                 |           |                                     |
| A. Salas 3'20’’ E. Ayala 6'20’’ J. Salas 9'02’’ | Marcatori | 10'41’’ Thueanklang 24'59’’ Chudech |

| Arbitri: | Daniel Rodríguez Dario Santamaria Héctor Rojas |

|                 |           |                                                                                       |
| Cubillo 23'11’’ | Marcatori | 6'37’’, 15'49’’ Rogačov 16'44’’ Ovsjannikov 22'59’’, 31'40’’ Sorokin 28'49’’ Pavlenko |

### Gruppo B
| Pos. | Squadra | Pt | G | V | N | P | GF | GS | DR  |
| ---- | ------- | -- | - | - | - | - | -- | -- | --- |
| 1.   | Spagna  | 7  | 3 | 2 | 1 | 0 | 15 | 6  | +9  |
| 2.   | Iran    | 7  | 3 | 2 | 1 | 0 | 8  | 6  | +2  |
| 3.   | Panama  | 3  | 3 | 1 | 0 | 2 | 14 | 15 | -1  |
| 4.   | Marocco | 0  | 3 | 0 | 0 | 3 | 5  | 15 | -10 |

| Arbitri: | Amitesh Bahari Rex Kamusu Nurdin Bukuev |

| |           |                                                    |
| Pérez 19'07’’ Lasso 21'37’’, 30'06’’ Mena 22'42’’, 31'09’’ Gálvez 24'26’’ Hinks 33'23’’ Goodridge 38'45’’ | Marcatori | 6'30’’ Jabrane 11'15’’ Derrou 15'26’’ (rig.) Habil |

| Arbitri: | Francisco Rivera Sergio Cabrera Joe Ruiz |

|                                |           |                                     |
| Miguelín 4'03’’ Lozano 15'34’’ | Marcatori | 27'50’’ Daneshvar 30'42’’ H. Tayebi |

| Arbitri: | Carlos González Geovanny Lopez Sandro Brechane |

|                   |           |                                           |
| El-Mazray 19'28’’ | Marcatori | 19'17’’ (rig.) Hassanzadeh 32'05’’ Kazemi |

| Arbitri: | Scott Kidson Mohamad Chami Kim Jang-Kwan |

| |           |                                              |
| Boned 1'44’’ Lin 7'05’’ Blanco 10'20’’, 21'53’’ Aicardo 13'55’’, 19'59’’ Alemão 26'04’’ (rig.) Miguelín 29'31’’ | Marcatori | 16'52’’, 32'34’’ M. De León 29'09’’ Alvarado |

| Arbitri: | Eduardo Fernandes Gábor Kovács Danijel Janošević |

|                                                            |           |                                                        |
| Esmaeilpoure 3'00’’ Kazemi 13'02’’ Taheri 18'44’’, 37'12’’ | Marcatori | 5'13’’ Goodridge 34'12’’ (rig.) Pérez 39'21’’ Alvarado |

| Arbitri: | Naoki Miyatani Nurdin Bukuev Zhang Youze |

|                |           |                                                                          |
| Talibi 21'26’’ | Marcatori | 9'57’’, 11'08’’ Lozano 18'31’’ Blanco 32'36’’ Fernandão 33'58’’ Aparicio |

### Gruppo C
| Pos. | Squadra    | Pt | G | V | N | P | GF | GS | DR  |
| ---- | ---------- | -- | - | - | - | - | -- | -- | --- |
| 1.   | Brasile    | 9  | 3 | 3 | 0 | 0 | 20 | 2  | +18 |
| 2.   | Portogallo | 4  | 3 | 1 | 1 | 1 | 11 | 9  | +2  |
| 3.   | Giappone   | 4  | 3 | 1 | 1 | 1 | 10 | 11 | -1  |
| 4.   | Libia      | 0  | 3 | 0 | 0 | 3 | 3  | 22 | -19 |

| Arbitri: | Alireza Sohrabi Zhang Youze Shuhrat Poʻlatov |

|                     |           |                                                                    |
| Ahamed Fateh 5'42’’ | Marcatori | 1'59’’, 15'58’’, 17'02’’ Cardinal 26'43’’ Nandinho 28'13’’ Marinho |

| Arbitri: | Gábor Kovács Ivan Šabanov Fernando Gutiérrez Lumbreras |

|                                                      |           |               |
| Wilde 13'32’’, 22'11’’ Neto 20'41’’ Vinícius 24'47’’ | Marcatori | 27'14’’ Inaba |

| Arbitri: | Daniel Rodríguez Jaime Játiva Alexander Cline |

|                                                                  |           |                                                                       |
| Matos 0'49’’ Ricardinho 1'48’’, 17'10’’ Cardinal 8'50’’, 11'56’’ | Marcatori | 10'36’’, 32'47’’ Morioka 18'15’’ Hoshi 31'51’’ Kitahara 35'48’’ Henmi |

| Arbitri: | Danijel Janošević Borut Šivic Mark Birkett |

| |           |  |
| Gabriel 6'06’’ Rodrigo 7'20’’, 9'35’’ Neto 15'00’’ Fernandinho 16'38’’, 30'38’’, 32'03’’, 33'16’’ Mohamed Rahoma 24'47’’ (aut.) Jé 30'46’’, 33'55’’, 37'38’’ Rafael 38'41’’ | Marcatori |  |

| Arbitri: | Wenceslaos Aguilar Alexander Cline Francisco Rivera |

|                  |           |                                               |
| Cardinal 13'27’’ | Marcatori | 11'47’’ Simi 28'12’’ Fernandinho 39'15’’ Neto |

| Arbitri: | Francesco Massini Pascal Leman Said Kadara |

|                                                                     |           |                                        |
| Reda Fathe 17'41’’ (aut.) Hoshi 24'53’’ Inaba 25'39’’ Osodo 31'26’’ | Marcatori | 17'55’’, 37'43’’ (rig.) Mohamed Rahoma |

### Gruppo D
| Pos. | Squadra   | Pt | G | V | N | P | GF | GS | DR  |
| ---- | --------- | -- | - | - | - | - | -- | -- | --- |
| 1.   | Italia    | 9  | 3 | 3 | 0 | 0 | 17 | 5  | +12 |
| 2.   | Argentina | 6  | 3 | 2 | 0 | 1 | 14 | 5  | +9  |
| 3.   | Australia | 3  | 3 | 1 | 0 | 2 | 5  | 17 | -12 |
| 4.   | Messico   | 0  | 3 | 0 | 0 | 3 | 4  | 13 | -9  |

| Arbitri: | Eduardo Mahumane Said Kadara Geovanny Lopez |

| |           |                  |
| Fortino 14'05’’ Assis 15'19’’, 23'34’’ G. Lima 17'11’’ Forte 19'05’’ Romano 20'57’’ Honorio 26'12’’ Mentasti 28'25’’ Merlim 30'27’’ | Marcatori | 33'00’’ Ngaluafe |

| Arbitri: | Eduardo Fernandes José Katemo Borut Šivic |

|                                                                    |           |                      |
| Basile 4'27’’ Rescia 13'11’’ Amas 25'33’’ Borruto 28'27’’, 30'01’’ | Marcatori | 36'57’’ J. Rodríguez |

| Arbitri: | Fernando Gutiérrez Saheed Ayeni Ivan Šabanov |

|                                                  |           |                  |
| Seeto 26'04’’ Cimitile 26'22’’ Giovenali 35'14’’ | Marcatori | 6'05’’ V. Quiroz |

| Arbitri: | Nurdin Bukuev Naoki Miyatani Zhang Youze |

|                                 |           |                                               |
| Rescia 2'02’’ Cuzzolino 40'00’’ | Marcatori | 12'43’’ G. Lima 18'15’’ Fortino 37'20’’ Assis |

| Arbitri: | Mark Birkett Karel Kenych Pascal Lemal |

|              |           | |
| Seeto 5'31’’ | Marcatori | 0'43’’, 38'41’’ Borruto 6'54’’ Cuzzolino 14'39’’ Lucuix 21'43’’ Vaporaki 27'29’’ Garcias 36'28’’ Amas |

| Arbitri: | Sandro Brechane Joel Ruiz Oswaldo Gómez |

|                        |           |                                                                      |
| Plata 22'20’’, 33'50’’ | Marcatori | 17'07’’, 23'51’’ Ercolessi 25'58’’, 34'42’’ Fortino 35'56’’ Leggiero |

### Gruppo E
| Pos. | Squadra   | Pt | G | V | N | P | GF | GS | DR |
| ---- | --------- | -- | - | - | - | - | -- | -- | -- |
| 1.   | Serbia    | 7  | 3 | 2 | 1 | 0 | 12 | 5  | +7 |
| 2.   | Rep. Ceca | 4  | 3 | 1 | 1 | 1 | 7  | 11 | -4 |
| 3.   | Egitto    | 3  | 3 | 1 | 0 | 2 | 11 | 9  | +2 |
| 4.   | Kuwait    | 3  | 3 | 1 | 0 | 2 | 8  | 13 | -5 |

| Arbitri: | Dario Santamaría Oswaldo Gomez Renata Leite |

|                                               |           |                                     |
| Kopecký 4'26’’ Belej 22'50’’ Koudelka 34'55’’ | Marcatori | 37'15’’ Al-Awadhi 39'21’’ Al-Taweel |

| Arbitri: | Joel Ruiz Sandro Brechane Sergio Cabrera |

|                 |           |                                                     |
| Mohamed 39'34’’ | Marcatori | 22'34’’ Bojović 36'19’’ (rig.) Janjić 38'56’’ Kocić |

| Arbitri: | Renata Leite José Katemo Eduardo Mahumane |

|                          |           |                                                                                                 |
| Alfarsi 21'20’’, 36'37’’ | Marcatori | 6'36’’, 17'28’’ Kocić 19'28’’, 24'04’’ Lazić 27'24’’ Rajčević 31'51’’ Bojović 38'33’’ Pavićević |

| Arbitri: | Alireza Sohrabi Zhang Youze Naoki Miyatani |

|                                                                                            |           |                                 |
| Samasry 10'19’’, 30'50’’, 36'55’’ Bougy 18'47’’ Mohamed 21'21’’ Nader 33'35’’ Mizo 38'12’’ | Marcatori | 4'12’’ Slováček 25'27’’ Rešetár |

| Arbitri: | Fernando Gutierrez Lumbreras Ivan Shabanov Eduardo Fernandes |

|                              |           |                                          |
| Kocić 5'52’’ Bojovic 55'08’’ | Marcatori | 32'26’’ Seidler 35'54’’ (aut.) Pavićević |

| Arbitri: | Sergio Cabrera Wenceslaos Aguilar Alexander Cline |

|                                                          |           |                                        |
| Alfarsi 2'06’’ Almutairi 5'14’’, 6'19’’ Altawail 19'21’’ | Marcatori | 14'51’’ Bougy 36'01’’, 38'54’’ Mohamed |

### Gruppo F
| Pos. | Squadra        | Pt | G | V | N | P | GF | GS | DR  |
| ---- | -------------- | -- | - | - | - | - | -- | -- | --- |
| 1.   | Russia         | 9  | 3 | 3 | 0 | 0 | 27 | 0  | +27 |
| 2.   | Colombia       | 3  | 3 | 1 | 0 | 2 | 13 | 10 | +3  |
| 3.   | Guatemala      | 3  | 3 | 1 | 0 | 2 | 8  | 15 | -7  |
| 4.   | Isole Salomone | 3  | 3 | 1 | 0 | 2 | 7  | 30 | -23 |

| Arbitri: | Karel Henych Marc Birkett Francesco Massini |

|                                                                                          |           |                            |
| González 12'00’’ Escobar 28'12’’ Aguilar 30'36’’ (t.l.) Acevedo 31'31’’ Enríquez 39'22’’ | Marcatori | 6'57’’ Serna 18'43’’ Reyes |

| Arbitri: | Jang Kwan Kim Shukhrat Pulatov Mohamad Chami |

| |           |  |
| Cirilo 2'13’’ Pula 2'50’’ É. Lima 4'47’’, 10'10’’, 17'24’’, 19'08’’, 19'49’’, 33'15’’, 39'26’’ Prudnikov 18'25’’ Sergeev 21'03’’, 29'35’’ Robinho 24'23’’ Sučilin 26'10’’ Fukin 27'22’’, 35'08’’ | Marcatori |  |

| Arbitri: | Borut Šivic Danijel Janošević Gábor Kovács |

| |           |                                                         |
| Toro 6'25’’, 19'36’’, 37'41’’ Quiroz 7'03’’ Reyes 21'49’’, 32'18’’ Duque 29'56"’ Abril 34'49"’ Caro 39'32’’ Fonnegra 39'49’’ Prado 39'59’’ (t.l.) | Marcatori | 13'50’’ (rig.) Ragomo 14'50’’ Osifelo 19'47’’ Lea'alafa |

| Arbitri: | Héctor Rojas Jaime Játiva Daniel Rodríguez |

| |           |  |
| Sergeev 0'34’’, 15'03’’ (t.l.), 15'31’’ Šajachmetov 2'54’’ Cirilo 7'08’’ Prudnikov 11'29’’, 34'39’’ É. Lima 26'47’’ Sučilin 34'15’’ | Marcatori |  |

| Arbitri: | Francesco Massini Pascal Lemal Gabor Kovacs |

|                                                               |           |                                                    |
| Stevenson 14'42’’ Bule 16'56’’ Lea'alafa 28'10’’ Talo 35'38’’ | Marcatori | 8'30’’ E. de León 21'59’’ Aguilar 39'48’’ Enriquez |

| Arbitri: | Scott Kidson Youze Zhang Mohamad Chami |

|  |           |                               |
|  | Marcatori | 3'39’’ Cirilo 23'14’’ Robinho |

### Confronto tra le terze classificate
| Gr. | Squadra    | Pt | G | V | N | P | GF | GS | DR  |
| --- | ---------- | -- | - | - | - | - | -- | -- | --- |
| C   | Giappone   | 4  | 3 | 1 | 1 | 1 | 10 | 11 | -1  |
| E   | Egitto     | 3  | 3 | 1 | 0 | 2 | 11 | 9  | +2  |
| B   | Panama     | 3  | 3 | 1 | 0 | 2 | 14 | 15 | -1  |
| A   | Thailandia | 3  | 3 | 1 | 0 | 2 | 8  | 9  | -1  |
| F   | Guatemala  | 3  | 3 | 1 | 0 | 2 | 8  | 15 | -7  |
| D   | Australia  | 3  | 3 | 1 | 0 | 2 | 5  | 17 | -12 |

## Fase a eliminazione diretta
|  | Ottavi di finale | Ottavi di finale |                  |    | Quarti di finale          | Quarti di finale          |                  |                  | Semifinali | Semifinali |  |  | Finale | Finale |
|  |                  |                  |                  |    |                           |                           |                  |                  |            |            |  |  |        |        |
|  | 11 novembre 2012 |                  |                  |    |                           |                           |                  |                  |            |            |  |  |        |        |
|  |                  |                  |                  |    |                           |                           |                  |                  |            |            |  |  |        |        |
|  | Paraguay         | 1                |                  |    |                           |                           |                  |                  |            |            |  |  |        |        |
|  | Paraguay         | 1                | 14 novembre 2012 |    |                           |                           |                  |                  |            |            |  |  |        |        |
|  | Portogallo       | 4                |                  |    |                           |                           |                  |                  |            |            |  |  |        |        |
|  | Portogallo       | 4                | Portogallo       | 3  |                           |                           |                  |                  |            |            |  |  |        |        |
|  | 12 novembre 2012 |                  | Portogallo       | 3  |                           |                           |                  |                  |            |            |  |  |        |        |
|  |                  | Italia (dts)     | 4                |    |                           |                           |                  |                  |            |            |  |  |        |        |
|  | Italia           | Italia (dts)     | 4                | 5  |                           |                           |                  |                  |            |            |  |  |        |        |
|  | Italia           |                  | 16 novembre 2012 | 5  |                           |                           |                  |                  |            |            |  |  |        |        |
|  | Egitto           | 1                |                  |    |                           |                           |                  |                  |            |            |  |  |        |        |
|  | Egitto           | 1                | Italia           | 1  |                           |                           |                  |                  |            |            |  |  |        |        |
|  | 11 novembre 2012 |                  | Italia           | 1  |                           |                           |                  |                  |            |            |  |  |        |        |
|  |                  | Spagna           | 4                |    |                           |                           |                  |                  |            |            |  |  |        |        |
|  | Spagna           | Spagna           | 4                | 7  |                           |                           |                  |                  |            |            |  |  |        |        |
|  | Spagna           | 14 novembre 2012 |                  | 7  |                           |                           |                  |                  |            |            |  |  |        |        |
|  | Thailandia       | 1                |                  |    |                           |                           |                  |                  |            |            |  |  |        |        |
|  | Thailandia       | 1                | Spagna           | 3  |                           |                           |                  |                  |            |            |  |  |        |        |
|  | 12 novembre 2012 |                  | Spagna           | 3  |                           |                           |                  |                  |            |            |  |  |        |        |
|  |                  | Russia           | 2                |    |                           |                           |                  |                  |            |            |  |  |        |        |
|  | Russia           | Russia           | 2                | 3  |                           |                           |                  |                  |            |            |  |  |        |        |
|  | Russia           |                  | 18 novembre 2012 | 3  |                           |                           |                  |                  |            |            |  |  |        |        |
|  | Rep. Ceca        | 0                |                  |    |                           |                           |                  |                  |            |            |  |  |        |        |
|  | Rep. Ceca        | 0                | Spagna           | 2  |                           |                           |                  |                  |            |            |  |  |        |        |
|  | 12 novembre 2012 |                  | Spagna           | 2  |                           |                           |                  |                  |            |            |  |  |        |        |
|  |                  | Brasile (dts)    | 3                |    |                           |                           |                  |                  |            |            |  |  |        |        |
|  | Serbia           | Brasile (dts)    | 3                | 1  |                           |                           |                  |                  |            |            |  |  |        |        |
|  | Serbia           | 14 novembre 2012 |                  | 1  |                           |                           |                  |                  |            |            |  |  |        |        |
|  | Argentina        | 2                |                  |    |                           |                           |                  |                  |            |            |  |  |        |        |
|  | Argentina        | 2                | Argentina        | 2  |                           |                           |                  |                  |            |            |  |  |        |        |
|  | 12 novembre 2012 |                  | Argentina        | 2  |                           |                           |                  |                  |            |            |  |  |        |        |
|  |                  | Brasile (dts)    | 3                |    |                           |                           |                  |                  |            |            |  |  |        |        |
|  | Brasile          | Brasile (dts)    | 3                | 16 |                           |                           |                  |                  |            |            |  |  |        |        |
|  | Brasile          |                  | 16 novembre 2012 | 16 |                           |                           |                  |                  |            |            |  |  |        |        |
|  | Panama           | 0                |                  |    |                           |                           |                  |                  |            |            |  |  |        |        |
|  | Panama           | 0                | Brasile          | 3  |                           |                           |                  |                  |            |            |  |  |        |        |
|  | 11 novembre 2012 |                  | Brasile          | 3  |                           |                           |                  |                  |            |            |  |  |        |        |
|  |                  | Colombia         | 1                |    | Finale per il terzo posto | Finale per il terzo posto |                  |                  |            |            |  |  |        |        |
|  | Iran             | Colombia         | 1                | 1  | Finale per il terzo posto | Finale per il terzo posto |                  |                  |            |            |  |  |        |        |
|  | Iran             | 14 novembre 2012 | 14 novembre 2012 | 1  |                           |                           | 18 novembre 2012 | 18 novembre 2012 |            |            |  |  |        |        |
|  | Colombia         | 14 novembre 2012 | 14 novembre 2012 | 2  |                           |                           | 18 novembre 2012 | 18 novembre 2012 |            |            |  |  |        |        |
|  | Colombia         | Colombia         | 3                | 2  | Italia                    | 3                         |                  |                  |            |            |  |  |        |        |
|  | 11 novembre 2012 | Colombia         | 3                |    | Italia                    | 3                         |                  |                  |            |            |  |  |        |        |
|  |                  | Ucraina          | 1                |    | Colombia                  | 0                         |                  |                  |            |            |  |  |        |        |
|  | Ucraina          | Ucraina          | 1                | 6  | Colombia                  | 0                         |                  |                  |            |            |  |  |        |        |
|  | Ucraina          |                  |                  | 6  |                           |                           |                  |                  |            |            |  |  |        |        |
|  | Giappone         | 3                |                  |    |                           |                           |                  |                  |            |            |  |  |        |        |
|  | Giappone         | 3                |                  |    |                           |                           |                  |                  |            |            |  |  |        |        |

### Ottavi di finale
| Arbitri: | Daniel Rodriguez Karel Henych Dario Santamaria |

|                  |           |                                                            |
| J. Salas 35'03’’ | Marcatori | 11'32’’ Cardinal 19'33’’ Matos 38'42’’, 39'54’’ Ricardinho |

| Arbitri: | Renata Leite Jose Katemo Sandro Brechane |

|                                                                                                |           |                                           |
| Čepornjuk 2'16’’ Fedorchenko 4'33’’ Žurba 9'34’’ Rogachov 12'11’’ Ovsiannikov 15'05’’, 15'43’’ | Marcatori | 29'53’’, 30'20’’ Morioka 31'17’’ Kitahara |

| Arbitri: | Alexander Cline Jaime Jativa Carlos González |

|                                                                                                  |           |                  |
| Torrás 9'17’’, 16'35’’ Fernandão 24'59’’, 27'44’’ Aicardo 29'42’’ Ortiz 33'36’’ Aparicio 37'39’’ | Marcatori | 38'48’’ Wongkaeo |

| Arbitri: | Ivan Shabanov Gabor Kovacs Borut Sivic |

|                 |           |                            |
| Rahnama 34'33’’ | Marcatori | 29'59’’ Duque 33'41’’ Caro |

| Arbitri: | Nurdin Bukuev Naoki Miyatani Scott Kidson |

|                                                               |           |                    |
| Saad 3'28’’, 10'50’’, 30'44’’ Vampeta 19'03’’ Fortino 32'20’’ | Marcatori | 10'15’’ Abou Serie |

| Arbitri: | Fernando Gutierrez Lumbreras Francesco Massini Pascal Lemal |

| |           |  |
| Fernandinho 3'16’’, 37'32’’ Jé 5'31’’, 18'21’’, 34'45’’ Rodrigo 6'58’’, 32'10’’ Ari 7'38’’, 9'40’’, 38'12’’ Simi 11'19’’ Neto 12'31’’ Vinícius 22'50’’ Rafael 29'31’’, 33'49’’ Falcao 36'11’’ | Marcatori |  |

| Arbitri: | Wenceslaos Aguilar Sergio Cabrera Francisco Rivera |

|                                           |           |  |
| É. Lima 6'43’’ Pula 9'20’’ Cirilo 28'20’’ | Marcatori |  |

| Arbitri: | Hector Rojas Danijel Janosevic Joel Ruiz |

|                  |           |                                  |
| Rajčević 36'54’’ | Marcatori | 10'26’’ Cuzzolino 16'21’’ Rescia |

### Quarti di finale
| Arbitri: | Wenceslao Aguilar Jose Katemo Ivan Shabanov |

|                                |           |                                      |
| Rescia 16'30’’ Borruto 17'07’’ | Marcatori | 32'42’’ Neto 33'55’’, 44'42’’ Falcao |

| Arbitri: | Sergio Cabrera Alexander Cline Fernando Gutierrez Lumbreras |

|                                          |           |                     |
| Reyes 22'18’’ Caro 39'07’’ Abril 39'44’’ | Marcatori | 39'54’’ Ovsyannikov |

| Arbitri: | Karel Henych Renata Leite Daniel Rodriguez |

|                                     |           |                                                                     |
| Ricardinho 1'02’’, 10'53’’, 11'01’’ | Marcatori | 21'24’’ (rig.) Saad 37'32’’ G. Lima 39'14’’ Fortino 42'00’’ Honorio |

| Arbitri: | Marc Birkett Gabor Kovacs Scott Kidson |

|                                               |           |                                     |
| Ortiz 3'18’’ Fernandão 13'13’’ Lozano 18'47’’ | Marcatori | 1'14’’ Cirilo 33'06’’ (aut.) Alemão |

### Semifinali
| Arbitri: | Nurdin Bukuev Naoki Miyatani Scott Kidson |

|                |           |                                                              |
| Merlim 29'26’’ | Marcatori | 8'02’’ (aut.) Saad 29'37’’ Alemão 33'03’’ Lozano 37'37’’ Lin |

| Arbitri: | Daniel Rodriguez Ivan Shabanov Sergio Cabrera |

|                                             |           |              |
| Gabriel 0'41’’, 27'15’’ Toro 28'47’’ (aut.) | Marcatori | 18'13’’ Toro |

### Finale 3º posto
| Arbitri: | Jose Katemo Scott Kidson Karel Henych |

|                                         |           |  |
| Romano 27'53’’ Fortino 32'32’’, 39'57’’ | Marcatori |  |

### Finale
| Arbitri: | Hector Rojas Marc Birkett Sergio Cabrera |

| |            | |
| Torras 29'55’’ Aicardo 30'56’’ | Marcatori  | 24'11’’, 49'41’’ Neto 36'18’’ Falcão |
| · Juanjo 12 · Jesús Aicardo 3 · Fernandão 5 · Kike Boned (C) 8 · Alemão 14 · Cristian Domínguez 1 · Rafael Fernández 13 · Carlos Ortiz 2 · Jordi Torrás 4 · Álvaro Aparicio 6 · Miguelín 7 · Sergio Lozano 9 · Borja Blanco 10 · Lin 11 | Formazioni | · 2 Tiago · 6 Gabriel · 8 Simi · 10 Fernandinho · 11 Neto · 1 Guitta · 3 Franklin · 4 Ari · 5 Rafael · 7 (C) Vinícius · 9 Jé · 12 Falcão · 13 Wilde · 14 Rodrigo |
| Lopez | Allenatori | Sorato |

| Spagna | Brasile |

## Premi
| Vincitore         |
| ----------------- |
| Brasile 5º titolo |

| Vice-campione | Spagna |

| 3º posto | Italia |

| 4º posto | Colombia |

| Premio adidas Golden Shoe (miglior marcatore): | Trofeo FIFA Fair Play: | Premio adidas Golden Glove (miglior portiere): | Premio adidas Golden Ball (miglior giocatore): |
| ---------------------------------------------- | ---------------------- | ---------------------------------------------- | ---------------------------------------------- |
| 1º Éder Lima 2º Rodolfo Fortino 3º Fernandinho | Argentina              | Stefano Mammarella                             | 1º Neto 2º Kike Boned 3º Ricardinho            |

## Arbitri
Gli arbitri nominati per il torneo sono :
| Confederazione | Nome                     |
| -------------- | ------------------------ |
| CONMEBOL       | Sandro Brechane          |
| CONMEBOL       | Oswaldo Gómez            |
| CONMEBOL       | Jaime Jativa             |
| CONMEBOL       | Renata Leite             |
| CONMEBOL       | Daniel Rodríguez         |
| CONMEBOL       | Héctor Rojas             |
| CONMEBOL       | Joel Ruiz                |
| CONMEBOL       | Dario Santamaría         |
| UEFA           | Mark Birkett             |
| UEFA           | Eduardo Fernandes Coelho |
| UEFA           | Fernando Gutiérrez       |
| UEFA           | Karel Henych             |
| UEFA           | Danijel Janošević        |
| UEFA           | Gábor Kovács             |
| UEFA           | Pascal Lemal             |
| UEFA           | Francesco Massini        |
| UEFA           | Ivan Shabanov            |
| UEFA           | Borut Šivic              |
| OFC            | Amitesh Behari           |
| OFC            | Rex Kamusu               |

| Confederazione | Nome               |
| -------------- | ------------------ |
| AFC            | Nurdin Bukuev      |
| AFC            | Mohamad Chami      |
| AFC            | Kaveepol Kamawitee |
| AFC            | Scott Kidson       |
| AFC            | Kim Jang-Kwan      |
| AFC            | Naoki Miyatami     |
| AFC            | Shukhrat Pulatov   |
| AFC            | Alireza Sohrabi    |
| AFC            | Zhang Youze        |
| CAF            | Saheed Ayeni       |
| CAF            | Said Kadara        |
| CAF            | José Katemo        |
| CAF            | Eduardo Mahumane   |
| CONCACAF       | Wenceslaos Aguilar |
| CONCACAF       | Sergio Cabrera     |
| CONCACAF       | Alexander Cline    |
| CONCACAF       | Carlos González    |
| CONCACAF       | Geovanny López     |
| CONCACAF       | Francisco Rivera   |

## Statistiche

### Marcatori
9 gol
- Éder Lima

8 gol
- Rodolfo Fortino

7 gol
- Fernandinho
- Fernando Cardinal
- Ricardinho
- Saad Assis
- Neto

6 gol
- Jé

5 gol
- Yevgen Rogachov
- Denys Ovsiannikov
- Sergej Sergeev
- Cirilo
- Cristian Borruto
- Sergio Lozano

4 goal
- Rodrigo
- Jesús Aicardo
- Edwin Cubillo
- Kaoru Morioka
- Mladen Kocić
- Maksym Pavlenko
- Andrés Reyes
- Fernandão
- Enmanuel Ayala
- Ahmed Mohamed
- Falcão
- Maximiliano Rescia
- Jhonathan Toro

3 gol
- Jordi Torrás
- Ari Santos
- Rafael Rato
- Gabriel Lima
- Suphawut Thueanklang
- Angellot Caro
- Vinícius
- Dmitrij Prudnikov

- Leandro Cuzzolino
- Kotaro Inaba
- Ramadan Samasry
- Vidan Bojović
- Gabriel Dias
- Ahmad Al-Farsi
- Borja Blanco

2 gol
- Robinho
- Leandro Simi
- Fernando Mena
- Yefri Duque
- Humberto Honorio
- Alquis Alvarado
- João Matos
- Lin
- Alemão
- Shaker Almutairi
- Abdulrahman Altawail
- Alan Aguilar
- Diego Zúñiga
- Walter Enríquez
- Ibrahim Bougy
- Michael De Leon
- Shota Hoshi

- Pavel Sučilin
- Pula
- Álvaro Aparicio
- Jorge Abril
- Marco Ercolessi
- Miguelín
- Alexander Fukin
- Kritsada Wongkaeo
- Luis Navarrete
- Micah Lea'alafa
- Morgan Plata
- Tobias Seeto
- Wataru Kitahara
- Mohammed Rahoma
- Afshin Kazemi
- Claudio Goodridge
- Jirawat Sornwichian

- Juan Adrián Salas
- Michal Belej
- Miguel Lasso
- Mohammad Taheri
- Slobodan Rajčević
- Vladimir Lazić
- Carlos Pérez
- Martín Amas
- Oleksandr Sorokin
- Carlos Ortiz
- Serhij Čepornjuk
- Wilde
- Sergio Romano
- Alex Merlim

1 gol
- Bojan Pavićević
- Lukáš Rešetár
- Vampeta
- Gregory Giovenali
- Mizo
- Elliot Ragomo
- Vladislav Šajachmetov
- Slobodan Janjić
- Márcio Forte
- Erick Acevedo
- Apolinar Gálvez
- Ali Hassanzadeh
- Santiago Basile
- Estuardo de León
- Hamad Al Awadhi
- Matías Luciux
- Victor Quiroz
- Javier Adolfo Salas
- Ahmed Abou Serie
- Ali Rahnama
- Mostafa Nader
- Nobuya Osodo

- Hernán Garcias
- Kike Boned
- Serhij Žurba
- Yeisson Fonnegra
- Jose Quiroz
- Masoud Daneshvar
- Aaron Cimitile
- Adil Habil
- Ahmed Fathe
- Alamiro Vaporaki
- Anthony Talo
- Armando Escobar
- Aziz Derrou
- Danny Ngaluafe
- George Stevenson
- Jeffery Bule
- Jorge Rodríguez
- José Rafael González
- Rafael Henmi
- Keattiyot Chalaemkhet
- Marek Kopecký
- Mohammed Talibi

- Samuel Osifelo
- Yahya Jabrane
- Youssef El Mazray
- Ahmad Esmaeilpour
- Fabio Alcaraz
- Hossein Tayebi
- Jetsada Chudech
- Matěj Slovacek
- Michal Seidler
- Óscar Hinks
- Tomáš Koudelka
- Walter Villalba
- Dmytro Fedorchenko
- Marinho
- Nandinho
- Petro Šoturma
- Alejandro Serna
- Giuseppe Mentasti
- Johann Prado
- Luca Leggiero

Autogol
- Jairo Toruño (contro il Paraguay)
- Reda Fathe (contro il Giappone)
- Mohammed Rahoma (contro il Brasile)
- Bojan Pavićević (contro la Repubblica Ceca)
- Alemão (contro la Russia)
- Saad Assis (contro la Spagna)
- Jhonathan Toro (contro Il Brasile)

### Cartellini
Per giocatore
| Nome              | Nazione    | Ammonizione |   |   |
| ----------------- | ---------- | ----------- | - | - |
| Kike Boned        | Spagna     | 4           | 0 | 0 |
| Cristian Borruto  | Argentina  | 3           | 0 | 0 |
| Lin               | Spagna     | 3           | 0 | 0 |
| Sergio Romano     | Italia     | 3           | 0 | 0 |
| Fernando Mena     | Panama     | 1           | 0 | 1 |
| João Benedito     | Portogallo | 1           | 0 | 1 |
| Fernando Cardinal | Portogallo | 1           | 1 | 0 |

Per nazione
| Nazione        | Ammonizione |   |   |
| -------------- | ----------- | - | - |
| Portogallo     | 11          | 1 | 1 |
| Panama         | 9           | 1 | 1 |
| Spagna         | 15          | 0 | 0 |
| Paraguay       | 8           | 1 | 0 |
| Thailandia     | 11          | 0 | 0 |
| Egitto         | 11          | 0 | 0 |
| Kuwait         | 7           | 1 | 0 |
| Iran           | 7           | 0 | 1 |
| Brasile        | 8           | 1 | 0 |
| Giappone       | 6           | 0 | 1 |
| Colombia       | 7           | 0 | 1 |
| Guatemala      | 2           | 1 | 1 |
| Isole Salomone | 5           | 0 | 1 |
| Costa Rica     | 6           | 0 | 0 |
| Libia          | 6           | 0 | 0 |
| Marocco        | 6           | 0 | 0 |
| Rep. Ceca      | 6           | 0 | 0 |
| Russia         | 6           | 0 | 0 |
| Serbia         | 2           | 1 | 0 |
| Argentina      | 5           | 0 | 0 |
| Italia         | 5           | 0 | 0 |
| Messico        | 3           | 0 | 0 |
| Ucraina        | 3           | 0 | 0 |
| Australia      | 2           | 0 | 0 |

## Controversie
Il Brasile si era presentato nella prima partita con una maglia che riportava, sopra lo stemma, sei stelle con riferimento ai campionati mondiali vinti (2 FIFUSA e 4 FIFA). Tuttavia la FIFA stabilì che due andavano tolte in quanto vinte quando la stessa federazione non c'era. Aécio de Borba, presidente della Confederação Brasileira de Futebol de Salão (CBFS), dichiarò che la squadra brasiliana avrebbe lasciato la competizione se non si fosse arrivati ad un accordo, ma di fatto accettò di giocare il resto del campionato con una maglia avente quattro stelle; infatti, dalla seconda partita contro la Libia, la squadra ha seguito le decisioni della FIFA utilizzando una uniforme con delle bende di copertura sopra le due stelle a causa della mancanza di tempo per la realizzazione di nuove divise.